# Tour du Costa Rica
Le Tour du Costa Rica est une course cycliste par étapes costaricaine. Elle se déroule en décembre et fait partie du calendrier de l'UCI America Tour en catégorie 2.2.

## Palmarès
| Année | Vainqueur               | Deuxième                     | Troisième           |
| ----- | ----------------------- | ---------------------------- | ------------------- |
| 1965  | José Luis Sánchez       | Miguel Ángel Sánchez         | José Manuel Soto    |
| 1966  | Saturnino Rustrián      |                              |                     |
| 1967  | José Manuel Soto        |                              |                     |
| 1968  | Saturnino Rustrián      | José Luis Sánchez            | Alfredo Díaz        |
| 1969  | Evaristo Fino           | Gustavo Rincón               | Danilo Buitrago     |
| 1970  | Arturo García           | Agustín Alcántara            | José Manuel Soto    |
| 1971  | José Manuel Soto        |                              |                     |
| 1972  | Samuel Herrera          | José Manuel Soto             | Pedro Acu Tura      |
| 1973  | Wilfredo Insuasti       | Norberto Cáceres             | Carlos Siachoque    |
| 1974  | Rodolfo Vitela          | Manuel Parra                 | Manuel Cejas        |
| 1975  | Efraín Pulido           | Héctor Espitia               | Arturo Matamoros    |
| 1976  | Norberto Cáceres        | Plinio Casas                 | Arturo Matamoros    |
| 1977  | Carlos Alvarado         | Nerio Morales                | Stevj Jefnings      |
| 1978  | Fernando Fontes         | Carlos Alvarado              | Laurence Malone     |
| 1979  | Herman Loaiza           | Fabio Parra                  | Carlos Adolfo Mesa  |
| 1980  | Dale Stetina            | Ramón Zavaleta               | Marco Antonio López |
| 1981  | Alexis Villalobos       | Rodrigo Montoya              | Miguel Arias        |
| 1982  | Samuel Cabrera          | Efrain Guevara               | Carlos Palacios     |
| 1983  | Antonio Agudelo         | Heriberto Urán               | Pedro Soler         |
| 1984  | Oliverio Cárdenas       | Segundo Chaparro             | Carlos Alvarado     |
| 1985  | Néstor Freddy Barrera   |                              |                     |
| 1986  | Juan de Dios Castillo   | Rigoberto Zuñiga             | Luis Ovidio Vargas  |
| 1987  | Carlos Bermúdez         | Marcos Quesada               |                     |
| 1988  | Efraín Rico             | Alexis Villalobos            | Federico Muñoz      |
| 1989  | Raúl Montero            | Carlos Bermúdez              | Andrés Brenes       |
| 1990  | Alfredo Zamora          | Andrés Brenes                | Héctor Iván Palacio |
| 1991  | Edgar Sánchez           | Hernán Patiño                | Andrés Brenes       |
| 1992  | Luis Espinosa           | Alberto Camargo              | Libardo Niño        |
| 1993  | Adrián Víquez           | Marcos Wilches               | Alfredo Zamora      |
| 1994  | Andrés Brenes           | Gustavo Wilches              | Marcos Wilches      |
| 1995  | Raúl Gómez              | Federico Ramírez Méndez      | Santiago Amador     |
| 1996  | Luis Morera             | Julio Bernal                 | José Luis Vanegas   |
| 1997  | Gregorio Ladino         | Federico Ramírez Méndez      | Johnny Ruiz         |
| 1998  | Hernán Darío Muñoz      | Víctor Niño                  | Ubaldo Meza         |
| 1999  | Miguel Arroyo           | José Adrián Bonilla          | Álvaro Lozano       |
| 2000  | Federico Ramírez Méndez | Álvaro Lozano                | Miguel Arroyo       |
| 2001  | Gregorio Ladino         | Alexis Rojas                 | Julio César Rangel  |
| 2002  | Julio César Rangel      | Gregorio Ladino              | Marconi Durán       |
| 2003  | José Adrián Bonilla     | Marconi Durán                | Álvaro Sierra       |
| 2004  | Israel Ochoa            | Libardo Niño                 | Paulo Vargas        |
| 2005  | Juan Carlos Rojas       | Henry Raabe                  | Andrey Amador       |
| 2006  | Henry Raabe             | Juan Pablo Araya             | Juan Carlos Rojas   |
| 2007  | Henry Raabe             | Francisco Colorado           | Gregory Brenes      |
| 2008  | Gregory Brenes          | José Adrián Bonilla          | Arnold Alcolea      |
| 2009  | Janier Acevedo          | Gregory Brenes               | Julián Rodas        |
| 2010  | Juan Carlos Rojas       | Henry Raabe                  | Aldo Valero         |
| 2011  | José Adrián Bonilla     | Freddy Montaña               | Juan Carlos Rojas   |
| 2012  | Óscar Sánchez           | Román Villalobos             | Fabricio Quirós     |
| 2013  | Juan Carlos Rojas       | Elías Vega                   | Bryan Villalobos    |
| 2014  | Juan Carlos Rojas       | César Rojas                  | Josué González      |
| 2015  | Juan Carlos Rojas       | Román Villalobos             | Josué González      |
| 2016  | César Rojas             | Juan Carlos Rojas            | Román Villalobos    |
| 2017  | Román Villalobos        | Efrén Santos                 | Joseph Chavarría    |
| 2018  | Bryan Salas             | Daniel Bonilla               | Diego Cano          |
| 2019  | Daniel Bonilla          | Efrén Santos                 | Luis López          |
| 2022  | Marco Tulio Suesca      | Carlos Gutiérrez Ballesteros | Daniel Bonilla      |
| 2023  | Juan Diego Alba         | Kevin Rivera                 | Sergio Arias        |
| 2024  | Luis Daniel Oses        | Joseph Ramírez               | Alejandro Granados  |

## Victoires par pays
| Pays       | Victoires |
| ---------- | --------- |
| Costa Rica | 28        |
| Colombie   | 22        |
| Mexique    | 3         |
| Guatemala  | 3         |
| Venezuela  | 1         |
| États-Unis | 1         |

## Vuelta del Porvenir
Un Tour du Costa Rica espoirs est également organisé pour les coureurs âgés de moins de 23 ans. Il porte le nom de Vuelta de la Juventud Costa Rica jusqu'en 2019, puis Vuelta del Porvenir depuis 2022.
| Année     | Vainqueur          | Deuxième           | Troisième          |              |
| --------- | ------------------ | ------------------ | ------------------ | ------------ |
| 2007      | Gregory Brenes     | Marco Salas        | José Vega          |              |
| 2008      | Gregory Brenes     | Allan Morales (de) | Luis Herrera       |              |
| 2009      | Gregory Brenes     | Allan Morales (de) | Fabricio Quirós    |              |
| 2010      | Allan Morales (de) | Pablo Mudarra      | César Rojas        |              |
| 2011      | Román Villalobos   | Pablo Mudarra      | Allan Morales (de) |              |
| 2012      | Pablo Mudarra      | Joseph Chavarría   | Fabricio Quirós    |              |
| 2013      | Elías Vega         | Rodolfo Villalobos | Bryan Salas        |              |
| 2014      | Joseph Chavarría   | Daniel Bonilla     | Isaac Morera       |              |
| 2015      | Jorge Castro       | Daniel Bonilla     | Andrey Fonseca     |              |
| 2016      | Josué Alpízar      | Josué Rodríguez    | Kevin Rivera       |              |
| 2017      | Sebastián Moya     | Luis Mora          | Sergio Arias       |              |
| 2018      | Sergio Arias       | Sebastián Moya     | Luis Mora          |              |
| 2019      | Roberto Argüello   | Daniel Jara        | Joseph Villalobos  |              |
| 2020-2021 | Pas organisé       | Pas organisé       | Pas organisé       | Pas organisé |
| 2022      | Gabriel Rojas      | Luis Daniel Oses   | Alejandro Granados |              |
| 2023      | Luis Aguilar       | Luis Daniel Oses   | Kevin Granados     |              |
| 2024      | Joseph Ramírez     | Jexon Ledezma      | Gabriel Pacheco    |              |
| 2025      | Jexon Ledezma      | Daniel Gómez       | Ernesto Fernández  |              |